# پایتوغ
پایتوغ (به ازبکی: Poytugʻ، پایتوغ) یک شهر در ازبکستان است که در ناحیه ایزباسکن در ولایت اندیجان واقع شده‌است. پایتوغ ۲۷٬۶۳۲ نفر جمعیت دارد.